# Robin McBryde
Robin Currie McBryde est né le 3 juillet 1970 à Bangor (Pays de Galles). C’est un ancien joueur de rugby à XV, qui joue avec l'équipe du Pays de Galles de 1994 à 2005, évoluant au poste de talonneur (1,80 m et 108 kg). Il joue avec le club des Llanelli Scarlets.

## Carrière
Il a disputé son premier test match le 18 juin 1994, contre l'équipe des Fidji.
Il a participé à la coupe du monde 2003 (4 matchs).
Il joue avec les Llanelli Scarlets en Coupe d'Europe (2 matchs en 2004-05) et en Celtic league.

## Palmarès
- Sélections en équipe nationale : 37
- Sélections par année : 2 en 1994, 2 en 1997, 1 en 2000, 9 en 2001, 9 en 2002, 2001, 8 en 2003, 3 en 2004, 4 en 2005
- Tournois des Six Nations disputés : 2000, 2001, 2002, 2004, 2005
- Grand Chelem en 2005